# جورج الكسندر بيل
جورج الكسندر بيل هو سياسي كندي، ولد في 3 أغسطس 1856، وتوفي في 13 سبتمبر 1927. انتخب عضو المجلس التشريعي في ساسكاتشوان.